# Dijan Petkow
Dijan Petkow Dimow (ur. 4 sierpnia 1967 w Burgasie) – bułgarski piłkarz, grający na pozycji ofensywnego pomocnika, oraz trener piłkarski.

## Kariera piłkarska
Karierę piłkarską rozpoczynał w barwach drugoligowego Neftochimika Burgas, a następnie kontynuował w grającym na tym samym poziomie rozgrywek Czernomorcu. W barwach tego klubu w sezonie 1988–1989 zanotował pierwsze poważne sukcesy – wywalczył awans do ekstraklasy oraz dotarł do finału Pucharu Bułgarii, w którym Czernomorec uległ 0:3 mistrzowi kraju CSKA Sofia. Kolejne lata spędzone w tym zespole nie były już tak owocne – drużyna zwykle broniła się przed spadkiem z ligi, a najwyższy wynik, jaki w tym czasie zanotowała, to siódmie miejsce w rozgrywkach 1990–1991.
Po krótkiej przygodzie w Łokomotiwie Płowdiw, Petkow na dłużej związał się z Łokomotiwem Sofia, z którym w ciągu prawie czteroletniej gry zdobył wicemistrzostwo i Puchar kraju.
W rundzie jesiennej sezonu 1997–1998 zdecydował się na pierwszy w swojej karierze transfer zagraniczny – został wypożyczony do grającego w portugalskiej Superlidze CF Os Belenenses, trenowanego wówczas przez jego rodaka Stojczo Mładenowa. Jednak powrócił do kraju już po sześciu miesiącach.
Ostatnie lata piłkarskiej kariery spędził w Neftochimiku, z którym po raz trzeci grał w finale krajowego Pucharu, Łokomotiwie Sofia oraz drugoligowym PFK Nesebar.

## Sukcesy piłkarskie
- awans do ekstraklasy w sezonie 1988–1989 oraz finał Pucharu Bułgarii 1989 z Czernomorcem Burgas
- wicemistrzostwo Bułgarii 1995, Puchar Bułgarii 1995 oraz III m w ekstraklasie w sezonie 1995–1996 z Łokomotiwem Sofia
- IV miejsce w ekstraklasie w sezonie 1999–2000 oraz finał Pucharu Bułgarii 2000 z Neftochimikiem Burgas

## Kariera szkoleniowa
Po zakończeniu kariery piłkarskiej, rozpoczął pracę szkoleniową. Trenował zespoły z niższych lig: FK Pomorie, Czernomorec Burgas oraz Nafteks Burgas.
Od lipca do listopada 2009 był szkoleniowcem grającego w ekstraklasie OFK Sliwen 2000.
Od listopada 2010 pracował w Łokomotiwie Sofia. Na koniec sezonu 2010–2011 zajął z nim czwarte miejsce w lidze, dzięki czemu klub zagwarantował sobie prawo gry w rozgrywkach Ligi Europy. Łokomotiw odpadł w III rundzie kwalifikacyjnej tych gier, po porażce w dwu meczu ze Śląskiem Wrocław. Podopieczni Oresta Lenczyka wygrali po rzutach karnych (0:0, 0:0, k. 4:3). Niedługo później słabsze występy w lidze (cztery porażki i dwa remisy w ośmiu meczach) sprawiły, że na początku października 2011 Petkow otrzymał wymówienie.